# The Rolling Stone Album Guide
The Rolling Stone Album Guide precedentemente noto come The Rolling Stone Record Guide è un libro che contiene recensioni professionali di oltre 10000 album nel campo della musica rock, pop, soul, blues, jazz e gospel tutte scritte dallo staff della testata giornalistica di Rolling Stone. La prima edizione è stata pubblicata nel 1979 e invece l'ultima nel 2004. La guida è visibile su Rate Your Music mentre una lista di album con giudizi da cinque stelle su cinque è disponibile su Rocklist.net.

## Prima edizione (1979)
The Rolling Stone Record Guide è stata la prima edizione di quello che sarebbe divenuto The Rolling Stone Album Guide. Il libro è stato curato da Dave Marsh (il quale ha scritto la maggior parte delle recensioni), John Swenson e altri 34 critici musicali ed è stato diviso in capitoli per generi musicali, in questo caso sono quattro (dal momento che rock, soul, country e pop sono stati uniti sotto un'unica sezione). Di seguito viene riportata una lista degli artisti per ordine alfabetico con il loro rispettivo genere musicale. Si presenta una situazione all'incirca analoga nella lista degli album dove sono posti alfabeticamente oppure in ordine cronologico.
Nell'introduzione Dave Marsh cita il libro di Leonard Maltin: Leonard Maltin's Movie Guide, il giornale The Village Voice specie l'angolo dedicato a recensioni musicali scritte da Robert Christgau e vecchi cataloghi contenenti liste complete di artisti musicali e i loro album dell'epoca chiamati Phonolog definiti da Marsh come una delle fonti primarie principali che hanno dato vita alla guida.
La prima edizione includeva foto in bianco e nero di molti degli album che ricevettero cinque stelle. Tali recensioni vennero messe in una sezione apposita la quale coincideva esattamente a cinque pagine.
Inoltre l'edizione includeva anche recensioni di alcuni artisti comici come Lenny Bruce, Lord Buckley, Bill Cosby, The Firesign Theatre, Spike Jones, e Richard Pryor, tutte comprese nella sezione "Rock, Soul, Country and Pop" dove vi erano generi musicali come il folk (Carter Family, Woody Guthrie, Leadbelly), bluegrass (Bill Monroe), funk (The Meters, Parliament-Funkadelic), e reggae (Toots & the Maytals, Peter Tosh). Alcuni musicisti pop non erano presenti (per esempio Andrews Sisters, Tony Bennett, Perry Como, Bing Crosby, Peggy Lee, Rudy Vallee, Lawrence Welk), con la notabile eccezione di Frank Sinatra and Nat King Cole. (Dave Marsh giustificò questa decisione nell'introduzione.)
Sono stati inseriti anche artisti difficili da designare in un unico genere musicale come Osibisa, Yma Sumac, Urubamba, musicisti che odiernamente potremmo definire appartenenti alla corrente della world music ma che all'epoca veniva denominata musica etnica.
La scelta delle orchestre jazz erano molto selettive in quanto molti leader come Tommy Dorsey, Glenn Miller, Paul Whiteman vennero omessi ma non come Count Basie, Cab Calloway, Duke Ellington, Benny Goodman.
Il libro era al tempo noto per la sua aria provocatoria nello stile, (dall'inglese) "in your face" nella maggior parte delle recensioni. Per esempio, nella pagina 425 dedicata alla canzone di Neil Young, Down by the River, John Swenson descrive entrambi come un "classico della radio FM" e come un wimp anthem che letteralmente tradotto significa un inno da smidollati come citato a pagina 244 del libro. Il suo collega, Dave Marsh, a pagina 70, nelle recensioni di tre album fusion del gruppo Chase, diede una singola parola per essi, ovvero Flee che in italiano significa letteralmente fuggire, dileguarsi.

### Criteri di giudizio
La guida appone un giudizio che varia su una scala di cinque stelle totali.
- - Indispensabile:un disco che non può mancare in nessuna collezione.
- - Eccellente:un disco di merito sostanziale, ma che in qualche modo difetta di qualcosa.
- - Buono:un disco nella media, ma che potrebbe essere destinato esclusivamente a dei fan che abbiano un particolare gusto musicale.
- - Mediocre:un disco artisticamente insostanziale, anche se non pienamente pessimo
- - Povero:un disco dove anche le competenze tecniche sono carenti o è semplicemente mal concepito.
- - Inutile: un disco che non sarebbe mai dovuto essere creato e che cade nel ridicolo. (questo giudizio non venne contrassegnato con le stelle ma con un "•")

### Recensori
- Dave Marsh
- John Swenson
- Billy Altman
- Bob Blumenthal
- Georgia Christgau
- Jean-Charles Costa

- Chet Flippo
- Russell Gersten
- Mikal Gilmore
- Alan E. Goodman
- Peter Herbst
- Stephen Holden

- Martha Hume
- Gary Kenton
- Bruce Malamut
- Greil Marcus
- Ira Mayer
- Joe McEwen

- David McGee
- John Milward
- Teri Morris
- John Morthland
- Paul Nelson
- Alan Niester

- Rob Patterson
- Kit Rachlis
- Wayne Robbins
- Frank Rose
- Michael Rozek
- Fred Schruers

- Tom Smucker
- Ariel Swartley
- Ken Tucker
- Charley Walters[4]

## Seconda edizione (1983)
The New Rolling Stone Record Guide è un aggiornamento della prima edizione del 1979. Gli autori erano i medesimi quindi: Dave Marsh e John Swenson con il contributo di altri 52 critici musicali. Il libro conteneva una lista di album in ordine cronologico sotto il nome di ciascun artista. In alcuni casi, gli aggiornamenti dalla prima edizione consistevano in un unico versetto limitato ad una piccola frase affiancato ad un lavoro più recente dell'artista.
Invece che avere tutti i generi separati in capitoli, in questa edizione furono compressi tutti i generi in un'unica sezione anche se fu escluso il jazz il quale fu reinserito nell'edizione del 1985 dedicata ad esso. Oltre ad includere molte band emergenti della scena punk e della new wave, la guida aggiunse un notevole numero di recensioni di musicisti reggae e ska da lungo tempo stabiliti come U-Roy, Prince Buster, Ijahman Levi.
Dal momento che l'obbiettivo del libro era di recensire dischi che al momento stampavano alcuni lavori vennero omessi poiché appunto fuori stampa. Inoltre vennero inserite le foto delle copertine degli album dell'edizione precedente.

### Criteri di giudizio
La seconda edizione usò gli stessi criteri di quella precedente, ma oltre che ad essere presente la valutazione in stelle i recensori impiegavano il segno tipografico del piede di mosca (¶) per indicare un disco fuori stampa al momento della pubblicazione della guida. Inoltre tutto lo staff fece una revisione generale dei giudizi della prima edizione quindi molti vennero abbassati fatto notabile con The Doors, Yes e Neil Young. Mentre artisti come Little Feat, Richard Hell e The Voidoids ottennero giudizi più alti.

### Recensori
- Dave Marsh
- John Swenson
- Billy Altman
- George Arthur
- Lester Bangs
- Bob Blumenthal
- J.D. Considine
- Jean-Charles Costa
- Brian Cullman

- Dan Doyle
- Jim Farber
- Laura Fissinger
- Chet Flippo
- David Fricke
- Aaron Fuchs
- Steve Futterman
- Debbie Geller
- Russell Gersten

- Mikal Gilmore
- Alan E. Goodman
- Randall Grass
- Malu Halasa
- Peter Herbst
- Stephen Holden
- Martha Hume
- Scott Isler
- Gary Kenton

- Wayne King
- Kenn Lowy
- Bruce Malamut
- Greil Marcus
- Ira Mayer
- Joe McEwen
- David McGee
- John Milward
- Teri Morris

- John Morthland
- Paul Nelson
- Alan Niester
- Rob Patterson
- Kit Rachlis
- Ira Robbins
- Wayne Robbins
- Frank Rose
- Michael Rozek

- Fred Schruers
- Dave Schulpas
- Tom Smucker
- Ariel Swartley
- Bart Testa
- Ken Tucker
- Charley Walters[5]

## The Rolling Stone Jazz Record Guide (1985)
The Rolling Stone Jazz Record Guide è stata pubblicata nel 1985 ed essa includeva tutti i musicisti jazz omessi da The New Rolling Stone Record Guide con recensioni aggiuntive di John Swenson e di 16 altri critici cui ordinarono gli album sempre in ordine alfabetico con i rispettivi nomi degli autori.

### Criteri di giudizio
La guida utilizzò gli stessi criteri delle edizioni precedenti

### Recensori
- John Swenson
- Bob Blumenthal
- Jean-Charles Costa
- Steve Futterman
- Russell Gersten
- Mikal Gilmore
- Alan E. Goodman
- Fred Goodman

- Stephen Holden
- Ashley Kahn
- Bruce Malamut
- Joe McEwen
- Michael Rozek
- Andy Rowan
- Bart Testa
- Charley Walters

## Terza edizione (1992)
The Rolling Stone Album Guide è una edizione completamente riscritta di tutte le guide precedenti. Il cambio della parola records con album è dovuto al fatto che ormai negli anni novanta i dischi in vinile furono ormai sostituiti con i CD. Questa edizione impiegò tre nuovi editori e una riduzione notevole delle recensioni passando da 50 ad appena quattro, in aggiunta furono inseriti molti artisti jazz per i quali era stata creata l'apposita guida del 1985 ma vennero omessi i comici.

### Criteri di giudizio
I criteri sono simili a quelli precedenti, senza l'impiego di zero stelle ma con l'utilizzo delle mezze stelle, in più le descrizioni di ciascun giudizio furono modificate.
- - Classico:gli album in questa categoria sono essenziali per chiunque sia interessato all'artista in questione o al genere musicale che egli rappresenta
- - Eccellente:gli album da quattro stelle rappresentano il picco per la carriera di un musicista. In linea di massima, gli album ai quali vengono assegnate quattro o più stelle costituiscono le migliori introduzioni al lavoro di un artista per gli ascoltatori che sono curiosi.
- - Nella media/buono:gli album che hanno tre stelle sono di interesse primario per i fan del musicista in questione. Questa fascia media, naturalmente richiede una certa discrezione da parte del consumatore.
- - Povero:gli album ai quali sono state assegnate due stelle sono dischi che vanno al di sotto di uno standard o sono di per sé dei fallimenti
- - Disastroso:gli album compresi nella fascia di solo una stella sono sprechi di risorse vitali che solo i masochisti o i completisti possono impiegare.

### Recensori
- Mark Coleman
- J.D. Considine
- Paul Evans
- David McGee[6]

### Artisti omessi dalla terza edizione
- Hawkwind
- Magma
- Olivia Newton-John
- Scorpions
- Steeleye Span
- Van der Graaf Generator
- John Williams

## The Rolling Stone Jazz & Blues Album Guide (1999)
The Rolling Stone Jazz & Blues Album Guide pubblicata dalla Random House nel 1999 con John Swenson come editore.
C. Michael Bailey in una recensione del libro per All About Jazz vide la guida come un consolidamento di quella del 1985 dedicata al jazz. In più la consigliò a tutti i novellini definendola come "degna di essere inserita in qualsiasi biblioteca di collezionisti di jazz blues" ma non ai livelli di The Penguin Guide to Jazz o la All Music Guide to Jazz, secondo la sua opinione.

## Quarta edizione (2004)
The New Rolling Stone Album Guide del 2004 è la versione rivista e corretta della guida oltre ad essere la prima pubblicata nell'era di internet e nel XXI secolo. Contiene al suo interno più di 10.000 dei migliori dischi rock, pop, hip-hop e soul, recensiti e valutati. Approssimativamente, 70 scrittori hanno contribuito a questa edizione. Il testo sulla copertina posteriore della quarta edizione afferma che la guida era stata "completamente aggiornata e rinnovata per includere gli artisti e il sound dell'ultimo decennio" e ha offerto "panoramiche biografiche delle carriere degli artisti chiave, dando ai lettori uno sguardo alle personalità di essi oltre che alla musica".

### Artisti omessi dalla quarta edizione
- Joan Armatrading
- Louis Armstrong
- Blake Babies
- Captain Beefheart
- Joe Cocker
- Nat King Cole
- Crowded House
- Robert Cray
- Culture
- Deep Purple
- Duke Ellington
- Donald Fagen

- Ella Fitzgerald
- GTR
- Incredible String Band
- Robert Johnson
- Wynton Marsalis
- Meat Puppets
- Metallica (omessi dalla prima stampa, ma aggiunti di seguito)
- The Alan Parsons Project
- Soft Machine
- Tears for Fears
- Toto